# Potamopyrgus antipodarum
Hydrobie des antipodes
Espèce
Synonymes
- !  Potamopyrgus antepodarum (Gray, 1853)[2]
- Amnicola antipodanum Gray, 1843[3]
- Amnicola antipodarum Gray, 1844[3]
- Bythinella exigua Tenison-Woods, 1879[3]
- Bythinella pattisoni Cotton, 1942[3]
- Bythinia legrandi Tenison-Woods, 1876[3]
- Bythinia tasmanica Tenison-Woods, 1876[3]
- Bythinia unicarinata Tenison-Woods, 1876[3]
- Hydrobia antipodum Martens, 1873[4]
- Hydrobia fischeri Dunker, 1862[4]
- Hydrobia jenkinsi E. A. Smith, 1889[3]
- Hydrobia jenkinsi Smith, 1889[4]
- Hydrobia reevei Fraunenfeld, 1865[4]
- Hydrobia spelaea Fraunenfeld, 1865[4]
- Hydrobia ventrosa carinata Marshall, 1889[4]
- Paludestrina cumingiana Fischer, 1860[4]
- Paludestrina jenkinsi (Smith, 1889)[2]
- Paludestrina legrandiana Brazier, 1872[3]
- Paludestrina salleana Fischer, 1860[4]
- Paludestrina wisemaniana Brazier, 1872[3]
- Potamopyrgus antipodarum (Gray, 1843) (préféré par BioLib)[3]
- Potamopyrgus antipodarum (Gray, 1853) (préféré par SeaLifeBase)[2]
- Potamopyrgus antipodarum (J.E. Gray, 1843) (préféré par UICN)[4]
- Potamopyrgus jenkinsi (Smith, 1889)[2] [4]
- Potamopyrgus niger (Quoy & Gaimard, 1835)[4]
- Pseudamnicola lanceolata Cherbonnier, 1952[4]

Statut de conservation UICN

LC : Préoccupation mineure
Potamopyrgus antipodarum, ou plus communément l'hydrobie des antipodes, est une espèce de mollusques gastéropodes dulcicole originaire de Nouvelle-Zélande.

## Noms vernaculaires
- Hydrobie des antipodes, monde francophone[5],[6] ;
- Nasse de Nouvelle-Zélande, Canada[7],[6] ;
- New Zealand mud snail ou Jenkins's spire snail, monde anglophone[8],[1] ;
- Neuseeländische Deckelschnecke, monde germanophone[8] ;
- Jenkins' brakwaterhorentje, monde néerlandophone[8],[1].

## Description
Potamopyrgus antipodarum est une espèce de gastéropodes d'eau douce à coquille univalve de couleur brun foncé ou grise. La hauteur de sa coquille est d'environ 6 mm. Elle présente 7 à 8 tours de spire de forme ovée.

## Distribution
Potamopyrgus antipodarum est un mollusque natif de Nouvelle-Zélande et des îles avoisinantes. Il a été introduit en Australie, en Tasmanie et en Europe au cours des XIXe et XXe siècles. Aux États-Unis, l'hydrobie des antipodes est observée pour la première fois en 1987, dans les eaux du Snake, une rivière qui traverse l'État de l'Idaho. Elle a été acclimatée dans les eaux canadiennes des Grands Lacs en 1991.

## Espèce envahissante
L'hydrobie des antipodes est répertoriée espèce exotique envahissante en Australie, en Europe, au Canada, et en Amérique du Nord,. Il en est de même au Japon, où l'espèce a été introduite au cours des années 1990, par inadvertance, lors d'importations de poissons d'élevage pour le réempoissonnement d'écosystèmes lentiques du pays. La densité au mètre carré d'une population peut atteindre 300 000 organismes, disputant l'espace et la nourriture à d'autres espèces.

## Reproduction
Les femelles de l'hydrobie des antipodes arrivent à la maturité sexuelle 3 à 6 mois après leur naissance. L'espèce pratique aussi la reproduction parthénogénétique ; une colonie entière peut être engendrée par une seule femelle,.
Potamopyrgus antipodarum est parfois l'hôte de trématodes parasites du genre Microphallus (en) dont les larves, se développant au sein de ses gonades, entraînent son incapacité sexuelle. Ainsi, l'infection parasitaire d'une population d'hydrobies des antipodes induit une sélection des femelles asexuées.

## Liste des formes
Selon BioLib (14 août 2017) :
- forme Potamopyrgus antipodarum (J. T. Marshall, 1889) ;
- forme Potamopyrgus antipodarum.